# Postrasuda
Za razliku od predrasude, postrasuda je donošenje suda i stvaranje stava o čemu nakon rasuđivanja, tj. nakon uvida svih činjenica. Kao vid spoznaje, uvijek je posljedica iskustva.
"Predrasuda je loša sama po sebi, jer je nepravedna i vodi nepopravljivim pogreškama. Postrasuda je potpuno suprotna. Jasno, nitko nije savršen i uvijek se može pogriješiti, ali je dozvoljeno donijeti zaključak nakon razmatranja dokaza. Na nekim područjima to je vrlo poticajno." (Carl Sagan, Teret skepticizma)